# Livengood (Alaska)
Livengood es un lugar designado por el censo ubicado en el Área censal de Yukón–Koyukuk en el estado estadounidense de Alaska. En el Censo de 2010 tenía una población de 13 habitantes y una densidad poblacional de 0,02 personas por km².

## Geografía
Livengood se encuentra en las coordenadas 65°28′58″N 148°25′10″O / 65.48278, -148.41944. Según la Oficina del Censo de los Estados Unidos, Livengood tiene una superficie total de 688 km², de la cual 686.76 km² corresponden a tierra firme y (0.18%) 1.24 km² es agua.

## Demografía
Según el censo de 2010, había 13 personas residiendo en Livengood. La densidad de población era de 0,02 hab./km². De los 13 habitantes, Livengood estaba compuesto por el 69.23% blancos, el 0% eran afroamericanos, el 23.08% eran amerindios, el 0% eran asiáticos, el 0% eran isleños del Pacífico, el 0% eran de otras razas y el 7.69% pertenecían a dos o más razas. Del total de la población el 0% eran hispanos o latinos de cualquier raza.

## Localidades adyacentes
El siguiente diagrama muestra a las localidades más próximas a Livengood.